# 梯郁太郎
梯 郁太郎（かけはし いくたろう、1930年2月7日 - 2017年4月1日）は、日本の技術者、実業家。エース電子工業、ローランド、ATVの創業者。ATV株式会社代表取締役会長、公益財団法人かけはし芸術文化振興財団名誉顧問。

## 概要

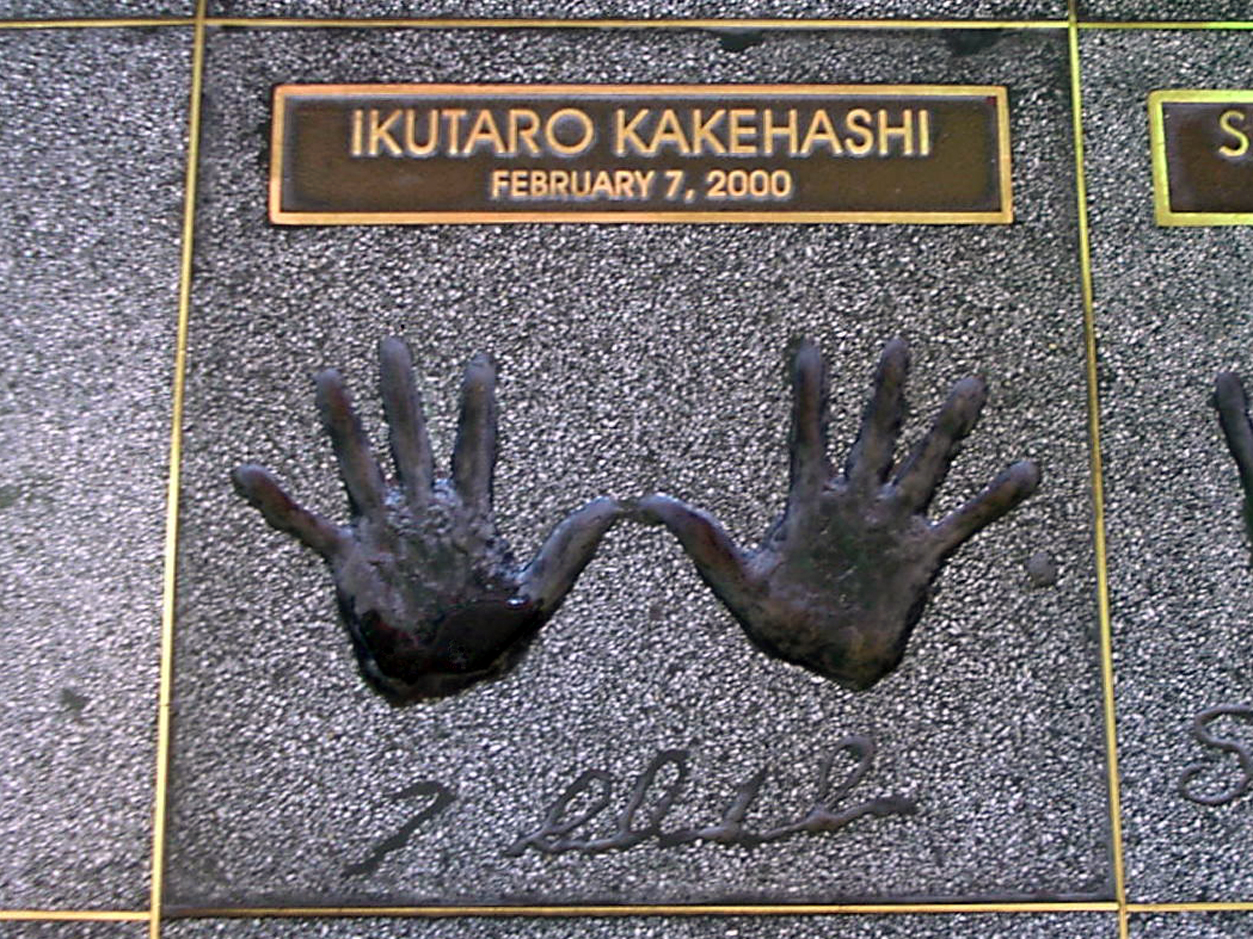
「Hollywood's RockWalk」（ハリウッド・ロック・ウォーク）に掲げられている梯郁太郎の手形

梯は電子音楽の規格MIDI（Musical Instrument Digital Interface）の制定に貢献した。長年にわたって電子楽器の発展および普及に努めた多大な功績により、1991年には米国バークリー音楽大学から、名誉音楽博士号を授与された。また、2000年にはハリウッドにあるロック・ウォークに手形を残し殿堂入りした。そして、2013年には第55回グラミー賞にて、デイヴ・スミスとともにメーカーを問わない電子楽器の世界共通規格としてMIDIの制定に尽力し、MIDI規格がその後の音楽産業の発展に貢献したことが評価され、技術グラミー賞を受賞した。日本ではソニー、ヤマハに続き3番目、個人としては初の受賞となった。

## 経歴

### 誕生から終戦後
1930年、大阪府大阪市生まれ。梯が2歳のころに両親が相次いで亡くなったため、祖父母によって育てられた。1946年に大阪府立西野田工業学校（現・大阪府立西野田工科高等学校）を卒業。その後、既に宮崎県高千穂町に移住していた祖父母を頼って同地に移住した。
梯は独学で腕時計の構造を学び、1947年、16歳で「かけはし時計店」を開業した。その後梯はラジオに興味を持つようになり、ラジオの修理も手がけるようになった。

### 千石荘での入院生活
梯は20歳の時に大学受験を決心し、4年にわたって営業を続けていたかけはし時計店をたたんで大阪に移住した。しかし、新しい大学制度のもとで大学受験資格を得るために必要な在学年数が足りないことが判明したため、大学受験資格を得るために大阪府立北野高等学校の夜間部に編入した。ところが、卒業を目前にした1月に喀血し、精密検査の結果結核に罹患したことが判明した。短期で治癒する見込みがないことから、大阪府貝塚市にあった国立療養所千石荘病院に入院し、北野高校を中退した。
当時の食糧事情では診療所の食糧確保もままならない状態だったため、入院患者は自衛のためにある程度は自力で食糧を確保する必要があった。梯は入院中も時計やラジオの修理の仕事を行い、入院費や食糧調達のための資金に充てた。試験電波を受信するためにテレビを自作し、見物人が病室からあふれる事もあった。
入院生活の甲斐なく梯の体力は徐々に低下し、特に入院から3年経過したころに急激に体調を崩した。しかし、幸運にも当時新薬として発表されたばかりのストレプトマイシンの被験者に選ばれ、ストレプトマイシンの処方を受けたことで梯の体力は劇的に回復した。結核から回復した梯は千石荘を退院するが、入院生活が4年間の長期にわたったことで、梯は大学入学を断念せざるを得なくなった。

### カケハシ無線設立
梯は退院と同時に結婚し、大阪市阿倍野区文の里で「カケハシ無線」を開業した。梯はバロック音楽、特にオルガン音楽のレコードをよく聴くようになり、次第にオルガンを自分で演奏したいとの思いを強くしていった。ある日、梯は同志社大学栄光館にあったパイプオルガンを見学した。梯は実際にパイプオルガンの構造を見て電子回路でオルガンを再現することを思い立ち、小売業の業務のかたわらトランジスタを用いたオルガン試作第1号機（モデルナンバー無し）を製作した。しかし、その音色は本物のオルガンと程遠いものであった。後に南大阪教会に設置してあった電子オルガン（ローリー社製のオルガーノ）を修理したときに、そのスマートな設計にショックを受けたという。
カケハシ無線は徐々に規模を拡大し、やがて20名を超える従業員を抱える規模に成長した。企業名も「エース電気株式会社」となった。

### エース電子工業設立

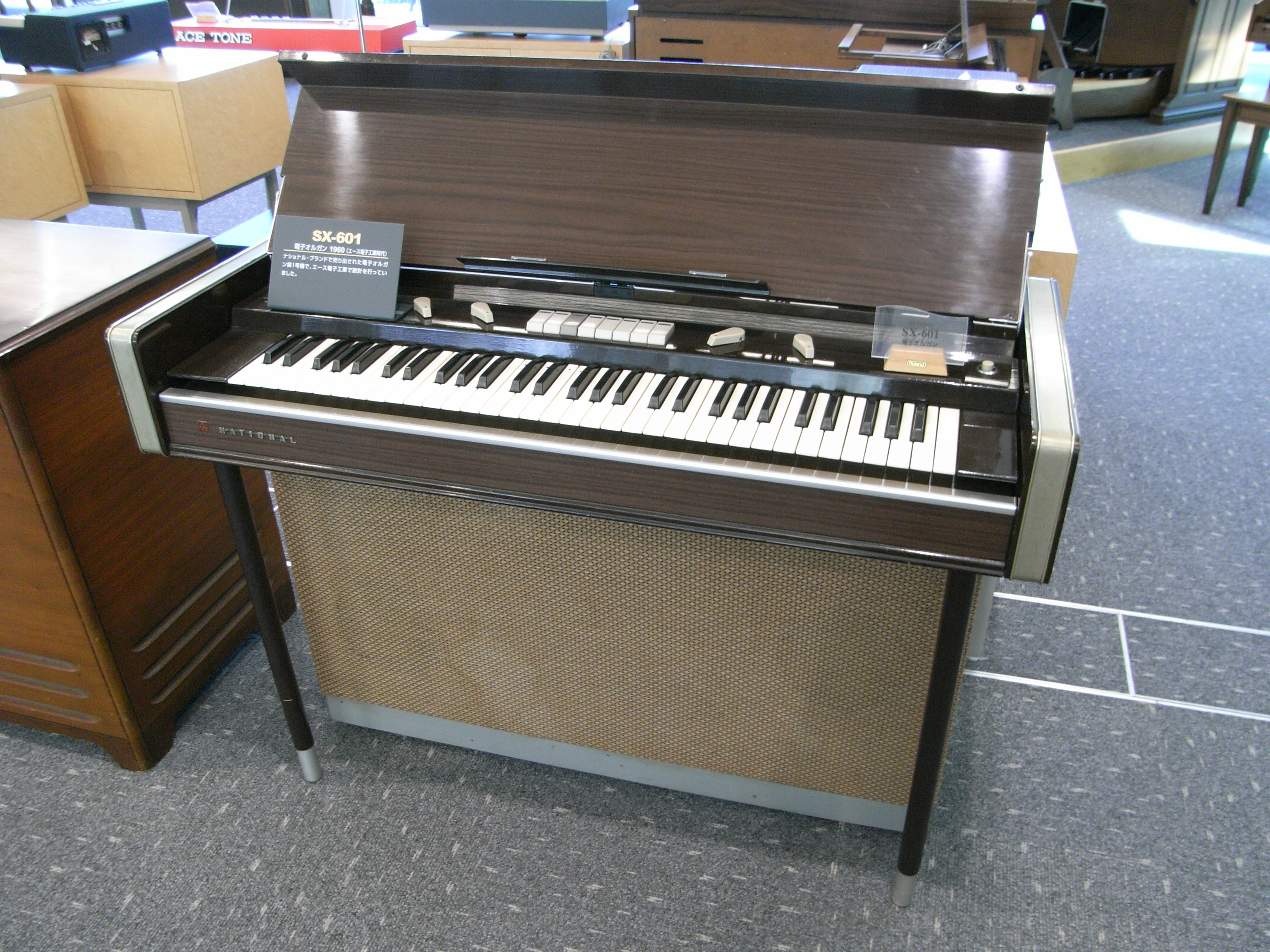
ローランド浜松研究所に展示されているNational SX-601

梯は28歳の時に電子楽器を自らのライフワークにすることを決心し、それまで趣味として関わっていた電子楽器の製作に本格的に取り組むために製造業への進出を決断した。小売業のエース電気株式会社は当時の仕事上のパートナーに任せ、自らは1960年に阪田商会社長の理解と出資に基づいて大阪市住吉区（現・住之江区）にエース電子工業株式会社を設立し、製造業に専念することにした。エース電子工業製のオルガン第1号「SX-601」は、当時の主要株主の阪田商会の社長のつてでナショナルブランドのテクニトーンの初代機種として販売された。
1964年、梯は初めてNAMMショーに参加した。出展した製品は電子パーカッション「リズムエース R-1」と単音楽器「キャナリー S-2」の2点だけだったが、このNAMMショウでの経験は梯にとって大きな転機になった。

### ローランド設立
順調に成長を続けていたエース電子工業であったが、主要株主の阪田商会の経営が悪化し、住友化学に買収されたことで梯の周囲の環境は一変した。梯は音楽に理解のない住友化学の経営陣と仕事を続けることに苦痛を感じるようになった。1972年3月、梯は自ら設立したエース電子工業を退社し、同年4月に大阪市住吉区（現・住之江区）にローランドを設立して取締役社長に就任した。
1974年4月には会社運営をしながら当時の日本のゴダイゴなど、また海外トップミュージシャンを次々、通訳なしで梯本人が会社を案内して理解を得ていた。
また技術にも精通していたことから自ら開発部門のトップとして1次試作、2次試作、を自ら判定して量産試作に持ち込んでいた。
ローランドは順調に売り上げを伸ばしていったが、会社の規模が大きくなるにつれてさまざまな経営上の問題が発生するようになった。梯は経営手法の見直しの必要性を感じ、自らは経営に専念することにした。また、技術部門や経理総務担当に外部から人材を迎え入れ、経営体制を整えていった。

### ATV設立
2013年5月、元ローランド社の社員らと楽器・映像機器メーカー「ATV株式会社」を設立し代表取締役会長に就任した。
2017年4月4日、心不全のため4月1日に死去していたことがATVより発表された。

## 著書、関連図書
- 梯郁太郎:「ライフワークは音楽 電子楽器の開発にかけた夢」、音楽之友社ISBN 978-4276237711（2001年4月11日）。
- Ikutaro Kakehasu(梯郁太郎): "I Believe in Music: Life Experiences and Thoughts on the Future of Electronic Music by the Founder of the Roland Corporation", Hal Leonard Publishing Corporation, ISBN 978-0634037832 (March, 2002).
- 茂木友三郎、梯郁太郎、佐野實、小松安弘、福原義春：「私の経営学〈2〉」、商工中金経済研究所、ISBN 978-4904735060 (2011年3月1日)。※ 内容に含む：梯郁太郎の経営学（音楽をライフワークにする。常識の壁を破り、電子楽器の開発に挑む。MIDI規格が開いたデジタル楽器の可能性。方向性が正しければあきらめない。）
- 梯郁太郎:「サンプルのない時代:〈ライフワークは音楽〉大幅増補改訂版」、音楽之友社、ISBN 978-4276237728（2014年5月21日）。
- Ikutaro Kakehashi(梯郁太郎):"An Age Without Samples - Originality and Creativity in the Digital World", Hal Leonard Publishing Corporation, ISBN 978-1495069277 (Jan. 2017).